# Parigné-le-Pôlin
Parigné-le-Pôlin est une commune française, située dans le département de la Sarthe en région Pays de la Loire, peuplée de 1 038 habitants.
La commune fait partie de la province historique du Maine, et se situe dans le Haut-Maine (Maine blanc).

## Géographie
| Roézé-sur-Sarthe    | Guécélard                          | Guécélard     |
| Cérans-Foulletourte | Parigné-le-Pôlin                   | Yvré-le-Pôlin |
| Cérans-Foulletourte | Cérans-Foulletourte, Yvré-le-Pôlin | Yvré-le-Pôlin |

### Climat
Pour des articles plus généraux, voir Climat des Pays de la Loire et Climat de la Sarthe.
En 2010, le climat de la commune est de type climat océanique dégradé des plaines du Centre et du Nord, selon une étude du CNRS s'appuyant sur une série de données couvrant la période 1971-2000. En 2020, Météo-France publie une typologie des climats de la France métropolitaine dans laquelle la commune est exposée à un climat océanique et est dans la région climatique  Moyenne vallée de la Loire, caractérisée par une bonne insolation (1 850 h/an) et un été peu pluvieux. 
Pour la période 1971-2000, la température annuelle moyenne est de 11,2 °C, avec une amplitude thermique annuelle de 14,6 °C. Le cumul annuel moyen de précipitations est de 742 mm, avec 11,5 jours de précipitations en janvier et 6,8 jours en juillet. Pour la période 1991-2020, la température moyenne annuelle observée sur la station météorologique de Météo-France la plus proche, sur la commune de Luché-Pringé à 16 km à vol d'oiseau, est de 12,4 °C et le cumul annuel moyen de précipitations est de 658,2 mm,. Pour l'avenir, les paramètres climatiques de la commune estimés pour 2050 selon différents scénarios d'émission de gaz à effet de serre sont consultables sur un site dédié publié par Météo-France en novembre 2022.

## Urbanisme

### Typologie
Au 1er janvier 2024, Parigné-le-Pôlin est catégorisée bourg rural, selon la nouvelle grille communale de densité à sept niveaux définie par l'Insee en 2022.
Elle est située hors unité urbaine. Par ailleurs la commune fait partie de l'aire d'attraction du Mans, dont elle est une commune de la couronne,. Cette aire, qui regroupe 144 communes, est catégorisée dans les aires de 200 000 à moins de 700 000 habitants,.

### Occupation des sols
L'occupation des sols de la commune, telle qu'elle ressort de la base de données européenne d’occupation biophysique des sols Corine Land Cover (CLC), est marquée par l'importance des forêts et milieux semi-naturels (56,2 % en 2018), en augmentation par rapport à 1990 (55,3 %). La répartition détaillée en 2018 est la suivante : 
forêts (56,2 %), prairies (25,9 %), terres arables (8,6 %), zones urbanisées (7 %), zones agricoles hétérogènes (2,3 %). L'évolution de l’occupation des sols de la commune et de ses infrastructures peut être observée sur les différentes représentations cartographiques du territoire : la carte de Cassini (XVIIIe siècle), la carte d'état-major (1820-1866) et les cartes ou photos aériennes de l'IGN pour la période actuelle (1950 à aujourd'hui).

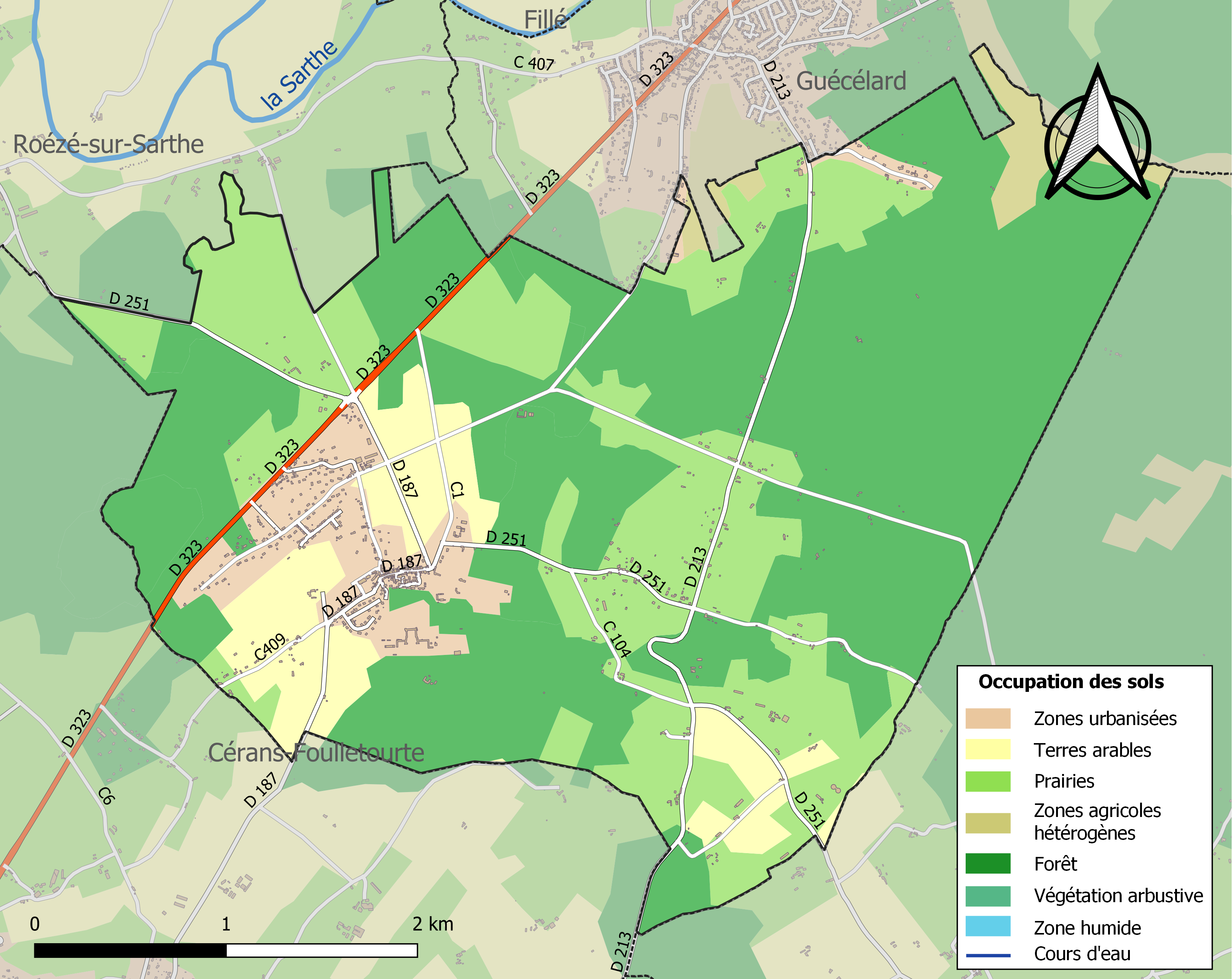
Carte des infrastructures et de l'occupation des sols de la commune en 2018 (CLC).

## Toponymie
Anciens noms de la commune :
- 1793 : Parigné le Pôtin.
- Bulletin des lois (1801) : Parigné-le-Potin.
- De 1801 à nos jours : Parigné-le-Pôlin[15].

## Politique et administration
| Période                                  | Période      | Identité            | Étiquette | Qualité                  |
| ---------------------------------------- | ------------ | ------------------- | --------- | ------------------------ |
| 1899                                     | 1907         | Pierre Moreau       |           |                          |
| 1908                                     | 1925         | Jean Gautier        |           |                          |
| 1925                                     | 1929         | Henri Jamin         |           |                          |
| 1929                                     | 1945         | Henri Joubert       |           |                          |
| 1945                                     | 1965         | Théodore Lebouc     |           |                          |
| 1965                                     | 1983         | Fernand Coubard     |           |                          |
| 1983                                     | 2001         | Christian Deschamps |           |                          |
| 2001                                     | 2014         | Alain Le Quéau      | MoDem     | Cadre supérieur de santé |
| mars 2014                                | octobre 2015 | Olivier Cavaillès   | MoDem     | Cadre informatique       |
| octobre 2015[réf. nécessaire]            | mai 2020     | Alain Le Quéau      |           | Retraité                 |
| mai 2020                                 | En cours     | Joël Leproux        | SE        | Négociant en matériel    |
| Les données manquantes sont à compléter. |              |                     |           |                          |

## Démographie
L'évolution du nombre d'habitants est connue à travers les recensements de la population effectués dans la commune depuis 1793. Pour les communes de moins de 10 000 habitants, une enquête de recensement portant sur toute la population est réalisée tous les cinq ans, les populations de référence des années intermédiaires étant quant à elles estimées par interpolation ou extrapolation. Pour la commune, le premier recensement exhaustif entrant dans le cadre du nouveau dispositif a été réalisé en 2008.
En 2022, la commune comptait 1 038 habitants, en évolution de −4,6 % par rapport à 2016 (Sarthe : −0,25 %, France hors Mayotte : +2,11 %).
| 1793 | 1800 | 1806 | 1821 | 1831 | 1836 | 1841 | 1846 | 1851 |
| ---- | ---- | ---- | ---- | ---- | ---- | ---- | ---- | ---- |
| 603  | 682  | 677  | 779  | 855  | 863  | 861  | 867  | 819  |

| 1856 | 1861 | 1866 | 1872 | 1876 | 1881 | 1886 | 1891 | 1896 |
| ---- | ---- | ---- | ---- | ---- | ---- | ---- | ---- | ---- |
| 831  | 782  | 784  | 727  | 707  | 687  | 625  | 661  | 624  |

| 1901 | 1906 | 1911 | 1921 | 1926 | 1931 | 1936 | 1946 | 1954 |
| ---- | ---- | ---- | ---- | ---- | ---- | ---- | ---- | ---- |
| 642  | 615  | 564  | 480  | 504  | 446  | 411  | 413  | 654  |

| 1962 | 1968 | 1975 | 1982 | 1990 | 1999 | 2006  | 2008  | 2013  |
| ---- | ---- | ---- | ---- | ---- | ---- | ----- | ----- | ----- |
| 520  | 494  | 469  | 686  | 816  | 899  | 1 019 | 1 050 | 1 094 |

| 2018  | 2022  | - | - | - | - | - | - | - |
| ----- | ----- | - | - | - | - | - | - | - |
| 1 075 | 1 038 | - | - | - | - | - | - | - |

## Lieux et monuments
- Le château des Perrais, des XVIIe et XVIIIe siècles, complété au XIXe siècle par l'architecte Ernest Sanson, inscrit au titre des monuments historiques en 1984[22]. Parc dessiné par le paysagiste Achille Duchêne. Il abritait une école, l'institution Saint-Michel des Perrais, de 1946 à 2015 et est à présent, une propriété privée.
- La Pierre couverte, monument mégalithique dans les bois de Bruon, classé au titre des monuments historiques en 1982[23].
- Le château de Montertreau, édifié en 1844, de style néo-gothique, inscrit au titre des monuments historiques en 2011, et son parc paysager aménagé en 1877 par le paysagiste Édouard André, classé au titre des monuments historiques en 2012[24].
- L'église Saint-Pierre.

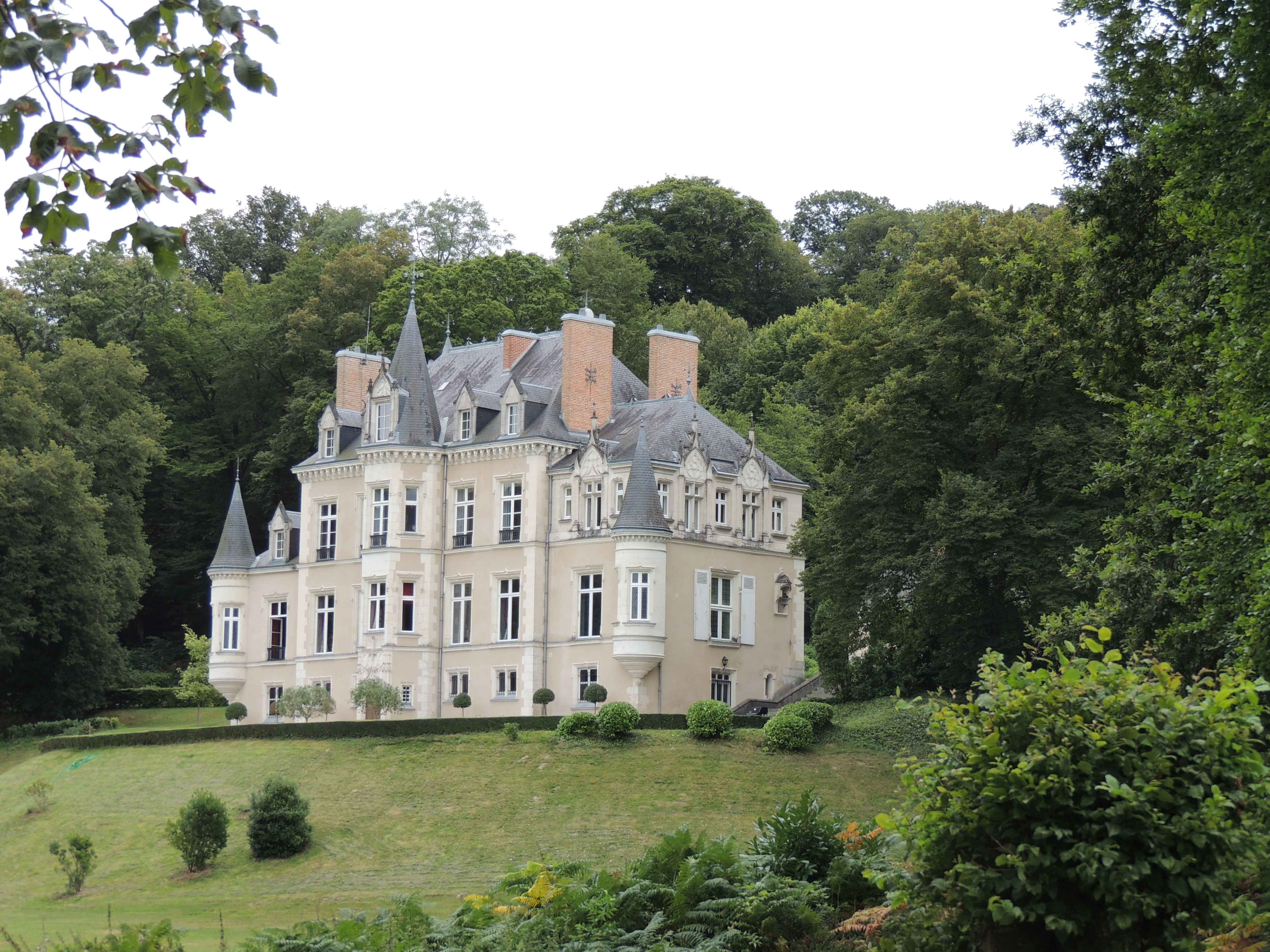
Château de Montertreau.
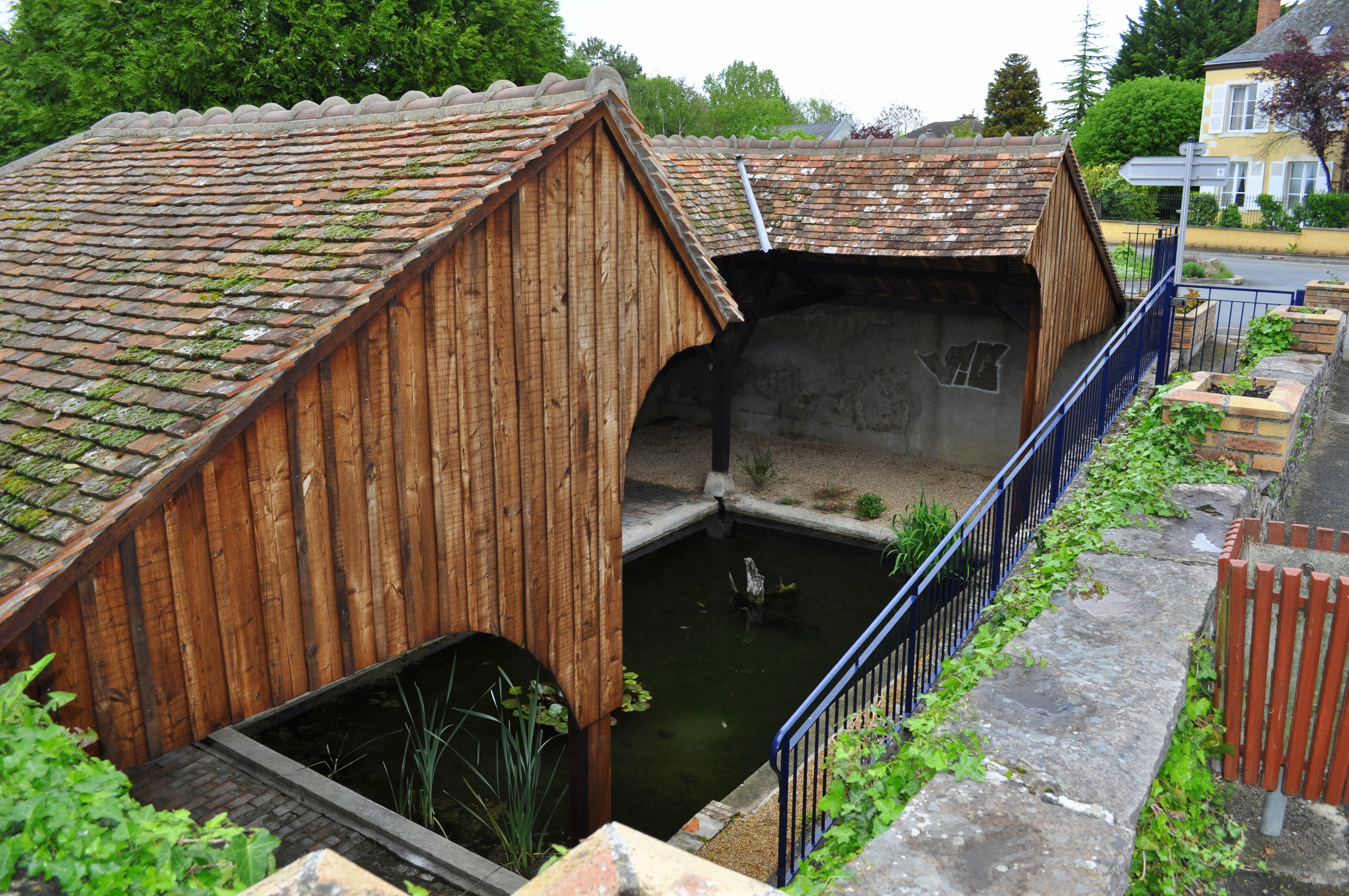
Lavoir.
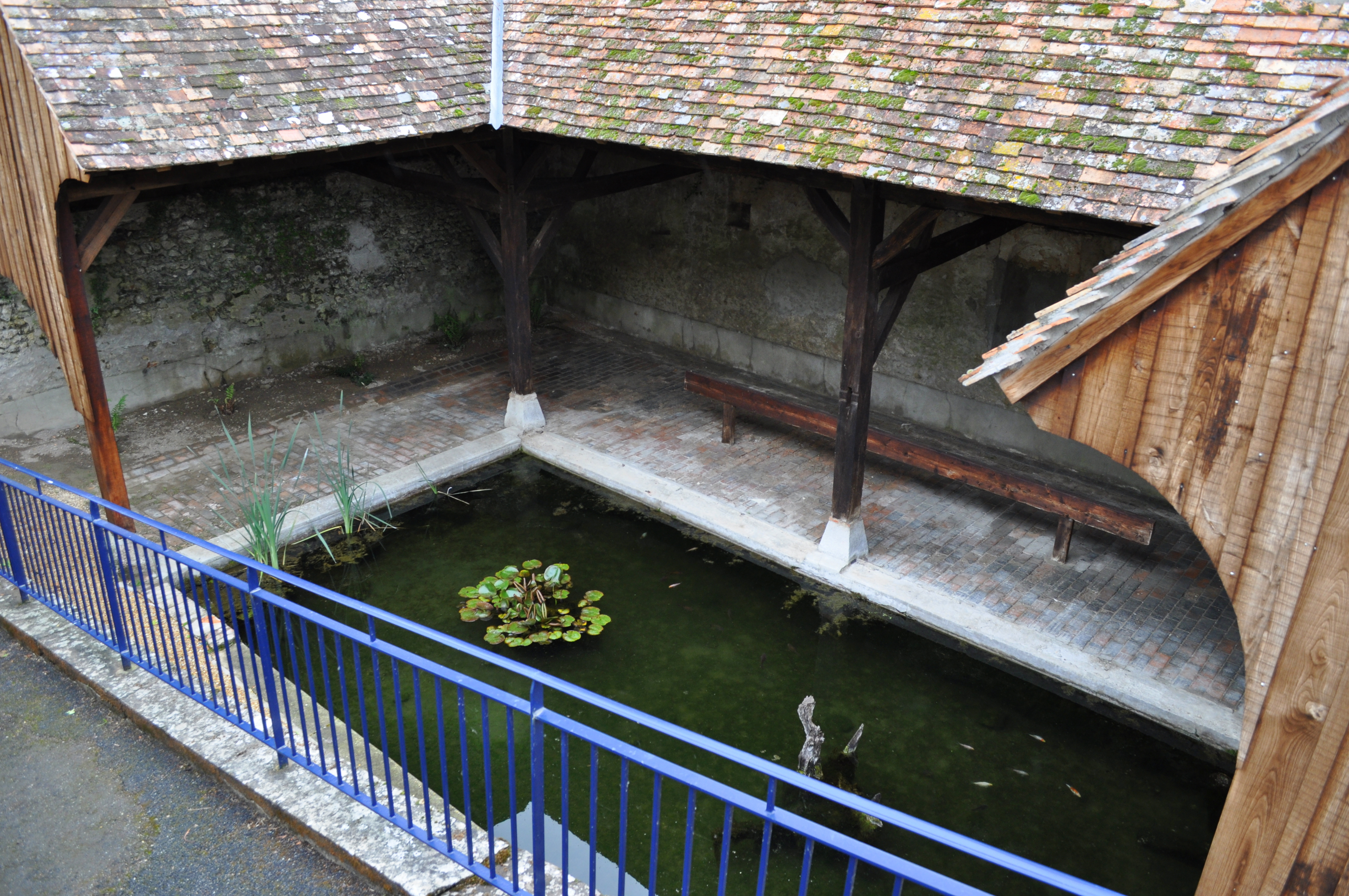
Lavoir.
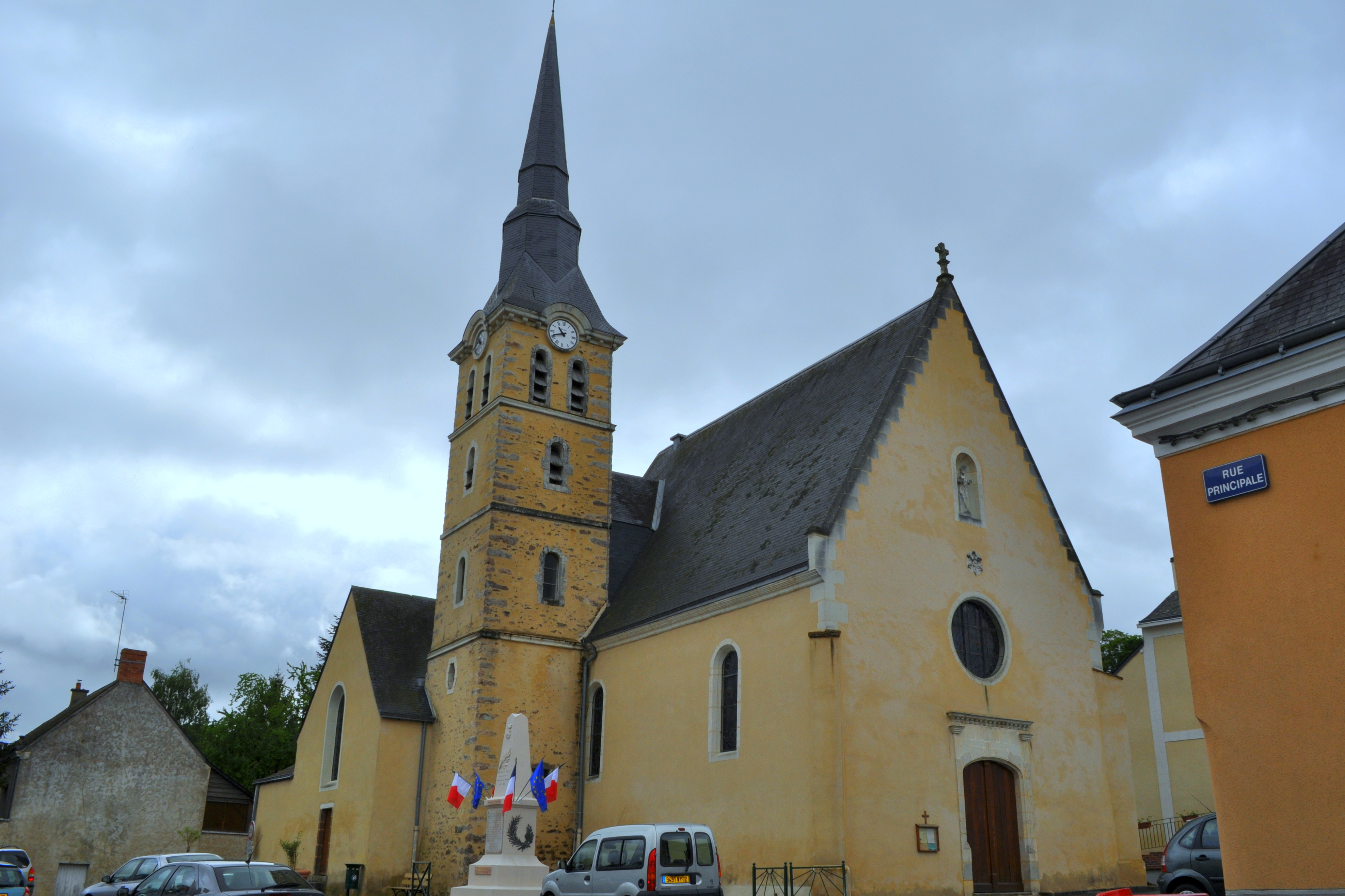
L'église.
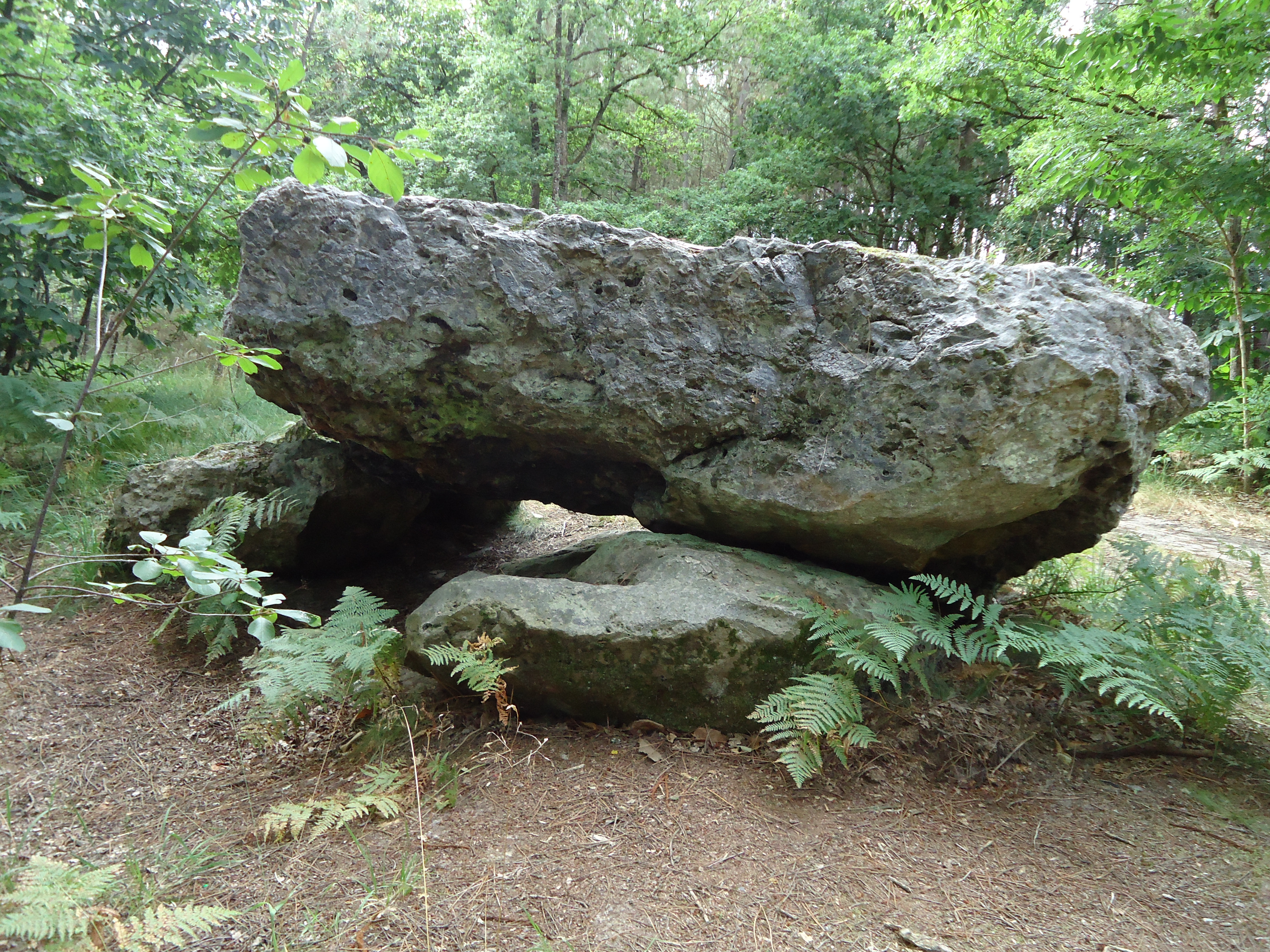
Dolmen dit la Pierre Couverte.
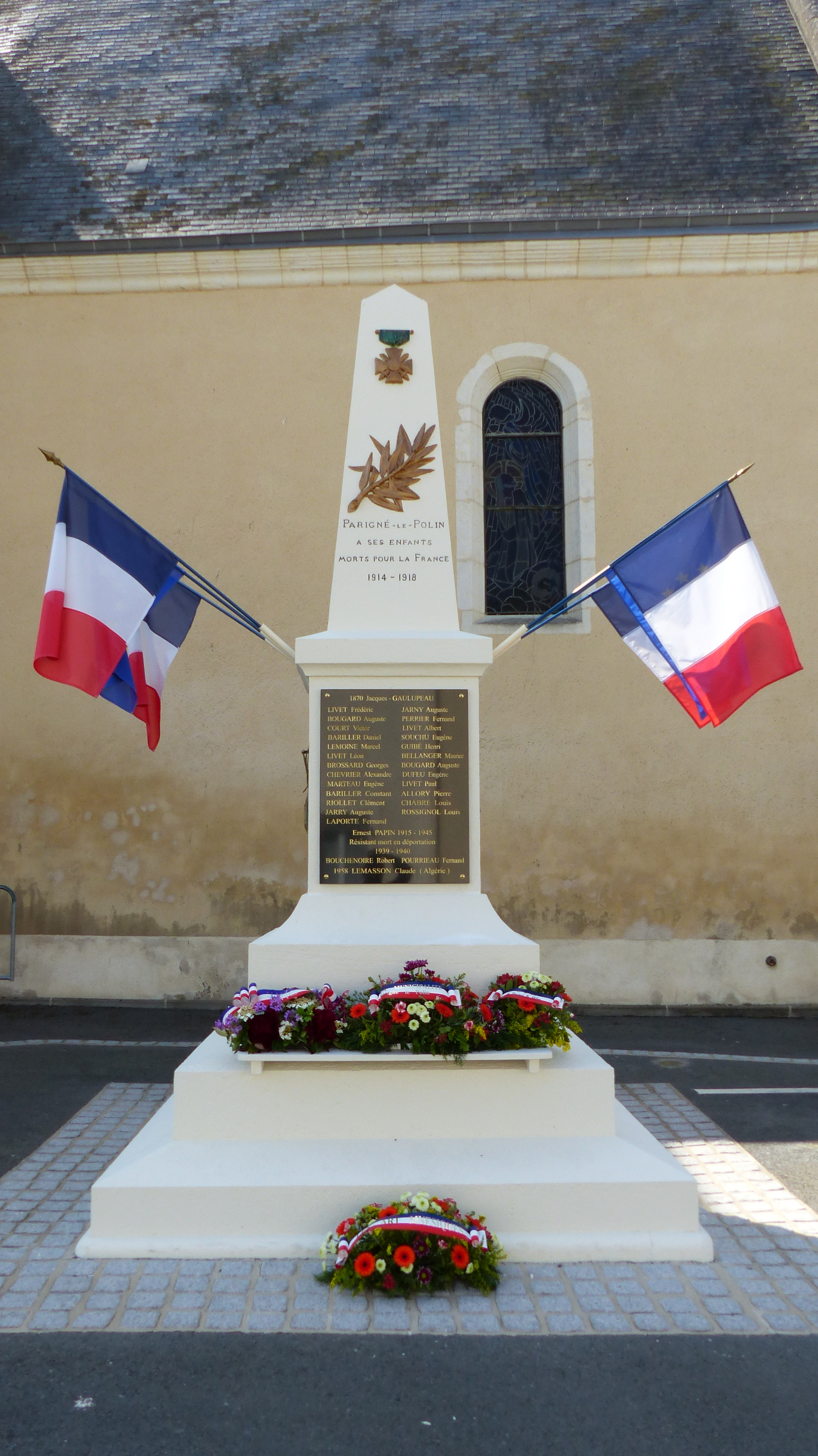
Monument aux morts.

## Personnalités liées à la commune
- Philippe Alfonsi (né en 1939), journaliste et écrivain, ancien élève de l'institution Saint-Michel des Perrais.
- Nicolas Silberg (né en 1944), acteur, ancien élève de l'institution Saint-Michel des Perrais.
- Olivier de Kersauson (né en 1944), navigateur, ancien élève de l'institution Saint-Michel des Perrais.
- François Fillon (né en 1954), homme politique, ancien élève de l'institution Saint-Michel des Perrais.